# Luzia Ebnöther
Luzia Ebnöther (Zúrich, 19 de octubre de 1971) es una deportista suiza que compitió en curling.
Participó en los Juegos Olímpicos de Salt Lake City 2002, obteniendo una medalla de plata en la prueba femenina.
Ganó dos medallas en el Campeonato Mundial de Curling, en los años 2000 y 2004, y tres medallas en el Campeonato Europeo de Curling entre los años 1999 y 2003.

## Palmarés internacional
| Juegos Olímpicos   | Juegos Olímpicos                | Juegos Olímpicos  | Juegos Olímpicos |
| Año                | Lugar                           | Medalla           | Prueba           |
| ------------------ | ------------------------------- | ----------------- | ---------------- |
| 2002               | Salt Lake City (Estados Unidos) | Medalla de plata  | Equipo           |
| Campeonato Mundial |                                 |                   |                  |
| Año                | Lugar                           | Medalla           | Prueba           |
| 2000               | Glasgow (Reino Unido)           | Medalla de plata  | Equipo           |
| 2004               | Gävle (Suecia)                  | Medalla de bronce | Equipo           |
| Campeonato Europeo |                                 |                   |                  |
| Año                | Lugar                           | Medalla           | Prueba           |
| 1999               | Chamonix (Francia)              | Medalla de bronce | Equipo           |
| 2001               | Vierumäki (Finlandia)           | Medalla de bronce | Equipo           |
| 2003               | Courmayeur (Italia)             | Medalla de plata  | Equipo           |